# Avia BH-7
Avia BH-7 – czechosłowacki samolot myśliwski i wyścigowy z okresu międzywojennego.

## Historia
W 1923 roku w wytwórni lotniczej Avia na podstawie projektu samolotu Avia BH-6 opracowano konstrukcję jednopłatowego samolotu myśliwskiego poprzez usunięcie dolnych płatów. Tak powstały prototyp oznaczono jako BH-7A, który był górnopłatem typu parasol.
Prototyp samolotu BH-7A został oblatany w dniu 15 grudnia 1923 roku. W czasie prób fabrycznych doszło jednak do kilku usterek i uszkodzeń, które wykazały wadliwość tego samolotu, w związku z tym zaniechano dalszych prac nad nim.
Pod koniec 1923 roku zbudowano drugi prototyp tego samolotu zmieniając jednak sposób zamocowania skrzydła, które zamontowano bezpośrednio do kadłuba i podparto zastrzałami. Powstał w ten sposób górnopłat zastrzałowy. Fabryczny silnik natomiast przerobiono, zwiększając jego moc. Samolot został oblatany 23 stycznia 1924 roku, w tym locie osiągnął on prędkość 320 km/h, jednak w czasie lądowania samolot uległ rozbiciu. Nie został już naprawiony.

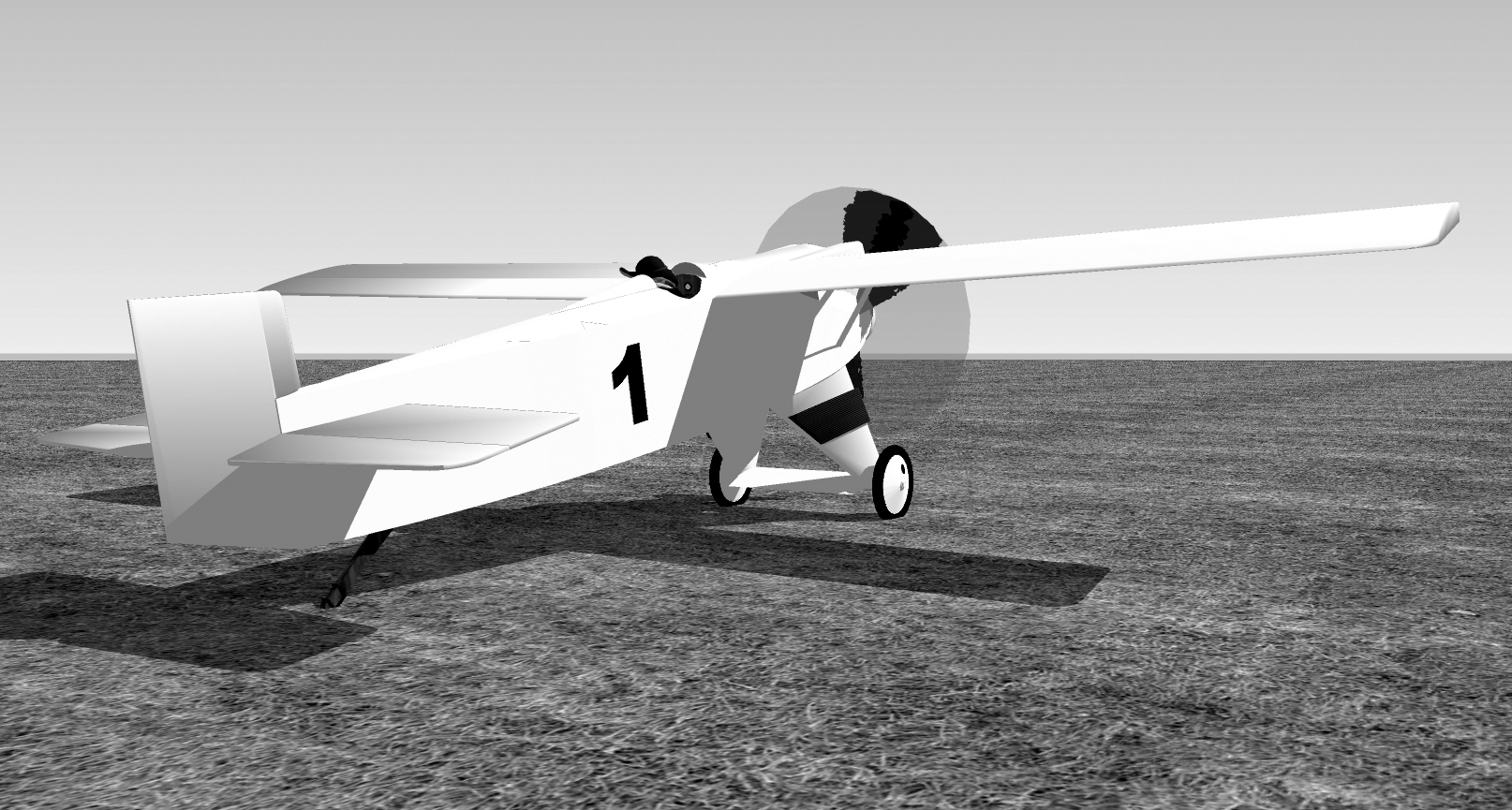
Rysunek samolotu Avia BH-7B

## Użycie w lotnictwie
Samoloty Avia BH-7 uczestniczyły tylko w testach fabrycznych, w czasie których samoloty zostały uszkodzone.

## Opis techniczny
Samolot myśliwski Avia BH-7A był górnopłatem typu parasol o konstrukcji drewnianej, natomiast BH-7B był górnopłatem zastrzałowym. Kadłub mieścił odkrytą kabinę pilota, a przed nią umieszczono silnik. Napęd stanowił silnik widlasty w układzie V, 8-cylindrowy, chłodzony cieczą. Podwozie klasyczne, stałe.
Uzbrojenie samolotu BH-7A stanowiły 2 zsynchronizowane karabiny maszynowe Vickers kal. 7,7 mm umieszczone w kadłubie po obu stronach silnika. Samolot BH-7B nie posiadał uzbrojenia.